# Élections municipales de 1971 en Ille-et-Vilaine
Les élections municipales en Ille-et-Vilaine ont eu lieu les 14 et 21 mars 1971.

## Maires sortants et maires élus
À l'issue du scrutin, la droite et le centre confirment leur domination. Avec sept maires, l'Union des démocrates pour la République est ainsi le parti politique le plus représenté dans le département. Quant à la gauche, si elle remporte Saint-Jacques-de-la-Lande, elle perd Combourg au profit d'un candidat gaulliste. Enfin, si Bain-de-Bretagne voit l'élection d'un centriste avec Henri Duckaert, ces derniers perdent Fougères au profit de Michel Cointat.
| Commune                   | Population | Maire sortant                  | Parti | Parti | Maire élu         | Parti | Parti  |
| ------------------------- | ---------- | ------------------------------ | ----- | ----- | ----------------- | ----- | ------ |
| Bain-de-Bretagne          | 4 468      | René Marcillé                  |       | SE    | Henri Duckaert    |       | Centr. |
| Bruz                      | 5 969      | Alphonse Legault               |       | DVD   | Alphonse Legault  |       | DVD    |
| Cancale                   | 5 019      | Olivier Biard                  |       | UDR   | Olivier Biard     |       | UDR    |
| Cesson-Sévigné            | 3 658      | Germain Le Gonidec de Kerhalic |       | SE    | Roger Belliard    |       | DVD    |
| Combourg                  | 4 457      | Joseph Hubert                  |       | CG    | André Belliard    |       | UDR    |
| Dinard                    | 9 052      | André Masson                   |       | DVD   | Yvon Bourges      |       | UDR    |
| Dol-de-Bretagne           | 4 497      | Yves Estève                    |       | UDR   | Jean Hamelin      |       | UDR    |
| Fougères                  | 26 045     | Jean Madelain                  |       | CD    | Michel Cointat    |       | UDR    |
| Janzé                     | 4 158      | Jean-Marie Lacire              |       | UDR   | Jean-Marie Lacire |       | UDR    |
| Louvigné-du-Désert        | 3 983      | René de Montigny               |       | CD    | René de Montigny  |       | CD     |
| Pleurtuit                 | 3 776      | Jean Boyer                     |       | SE    | Jean Boyer        |       | SE     |
| Redon                     | 9 363      | Jean-Baptiste Lelièvre         |       | CD    | Jean Tiger        |       | RI     |
| Rennes                    | 180 943    | Henri Fréville                 |       | CDP   | Henri Fréville    |       | CDP    |
| Saint-Jacques-de-la-Lande | 6 587      | René Vilboux                   |       | SE    | Georges Cano      |       | PS     |
| Saint-Malo                | 42 297     | Marcel Planchet                |       | CD    | Marcel Planchet   |       | CD     |
| Vitré                     | 11 343     | René Crinon                    |       | UDR   | René Crinon       |       | UDR    |

### Résultats en nombre de maires
| Partis       | Partis                                  | Maires sortants | Maires élus | Évolution     |
| ------------ | --------------------------------------- | --------------- | ----------- | ------------- |
|              | Union des démocrates pour la République | 4               | 7           | 3             |
|              | Divers droite                           | 2               | 2           | en stagnation |
| Total droite | Total droite                            | 6               | 9           | 3             |
|              | Centre démocrate                        | 4               | 2           | 2             |
|              | Centre démocratie et progrès            | 1               | 1           | en stagnation |
|              | Républicains indépendants               | 0               | 1           | 1             |
|              | Centriste                               | 0               | 1           | 1             |
| Total centre | Total centre                            | 5               | 5           | en stagnation |
|              | Centre gauche                           | 1               | 0           | 1             |
|              | Parti socialiste                        | 0               | 1           | 1             |
| Total gauche | Total gauche                            | 1               | 1           | en stagnation |
|              | Sans étiquette                          | 4               | 1           | 3             |
| Total divers | Total divers                            | 4               | 1           | 3             |
| Total        | Total                                   | 16              | 16          | -             |

## Résultats dans les communes de plus de3 500 habitants

### Combourg
- Maire sortant : Joseph Hubert (Centre gauche)
- 23 sièges à pourvoir au conseil municipal (population légale 1968 : 4 457 habitants)

|                          |                                                                                               |                                                                    |              |              | |             |             |        |  |
| Liste Tête de liste      | Liste Tête de liste                                                                           | Élus (Voix)                                                        | Premier tour | Premier tour | Élus (Voix) | Second tour | Second tour | Sièges |  |
| Liste Tête de liste      | Liste Tête de liste                                                                           | Élus (Voix)                                                        | Voix         | %            | Élus (Voix) | Voix        | %           | Sièges |  |
|                          | Liste indépendante d'union pour le développement et l'avenir de Combourg André Belliard (UDR) | André Belliard (1 329) Guy Rahuel (1 304)                          | 1 133        | 44,69        | Jean Hubert (1 313) Joseph Bécherie (1 234) Pol-Loïc Branellec (1 234) Joseph Denoual (1 244) Jean Dorel (1 268) Auguste Gautier (1 315) André Grinhard (1 261) Alain Hignard (1 320) Maurice Hovasse (1 255) Pierre Roger (1 224) | 1 232       | 48,85       | 12     |  |
|                          | Liste d'union républicaine * Joseph Hubert (Centre gauche)                                    | Joseph Hubert (1 414) Jean Hurault (1 344) Robert Pasquier (1 288) | 1 210        | 47,73        | Eugène Legendre (1 252) Jacques Schneider (1 251) Joseph Costard (1 277) Louis Courtais (1 247) Pierre Desclos (1 269) Louis Gautier (1 232) Édouard Limou (1 286) Joseph Mariais (1 267)                                          | 1 223       | 48,49       | 11     |  |
|                          | Liste d'union démocratique Jean Bédel (PCF)                                                   | Aucun                                                              | 89           | 3,51         | |             |             |        |  |
|                          |                                                                                               |                                                                    |              |              | |             |             |        |  |
| Inscrits                 | Inscrits                                                                                      | Inscrits                                                           | 2 952        | 100,00       | | 2 952       | 100,00      |        |  |
| Abstentions              | Abstentions                                                                                   | Abstentions                                                        | 343          | 11,62        | - | -           |             |        |  |
| Votants                  | Votants                                                                                       | Votants                                                            | 2 609        | 88,38        | - | -           |             |        |  |
| Exprimés                 | Exprimés                                                                                      | Exprimés                                                           | 2 535        | 85,87        | 2 522 | 85,43       |             |        |  |
| * Liste du maire sortant |                                                                                               |                                                                    |              |              | |             |             |        |  |

### Rennes
- Maire sortant : Henri Fréville (CDP)
- 37 sièges à pourvoir au conseil municipal (population légale 1968 : 180 943 habitants)

|                                                                                          |                                                                 |                    |              |              |        |        |  |  |  |
| Tête de liste                                                                            | Tête de liste                                                   | Liste              | Premier tour | Premier tour | Sièges | Sièges |  |  |  |
| Tête de liste                                                                            | Tête de liste                                                   | Liste              | Voix         | %            | CM     |        |  |  |  |
|                                                                                          | Henri Fréville *                                                | CDP-CD-UDR-RI-CNIP | 31 178       | 58,03        | 37     |        |  |  |  |
| Liste d'entente républicaine pour le développement et la promotion de la Ville de Rennes |                                                                 |                    | 31 178       | 58,03        | 37     |        |  |  |  |
|                                                                                          | Thérèse Caillaud - Pierre-Yves Heurtin - Jean-Pierre Planckaert | PSU-PS-CIR-O72     | 13 505       | 25,14        |        |        |  |  |  |
| Rennes socialiste                                                                        |                                                                 |                    | 13 505       | 25,14        |        |        |  |  |  |
|                                                                                          | Yves Brault                                                     | PCF                | 9 043        | 16,83        |        |        |  |  |  |
| Liste d'union pour une gestion sociale, moderne et démocratique                          |                                                                 |                    | 9 043        | 16,83        |        |        |  |  |  |
|                                                                                          |                                                                 |                    |              |              |        |        |  |  |  |
| Inscrits                                                                                 | Inscrits                                                        | Inscrits           | 97 121       | 100,00       |        |        |  |  |  |
| Abstentions                                                                              | Abstentions                                                     | Abstentions        | 41 191       | 42,41        |        |        |  |  |  |
| Votants                                                                                  | Votants                                                         | Votants            | 55 930       | 57,59        |        |        |  |  |  |
| Nuls                                                                                     | Nuls                                                            | Nuls               | 2 204        | 2,27         |        |        |  |  |  |
| Exprimés                                                                                 | Exprimés                                                        | Exprimés           | 53 726       | 55,32        |        |        |  |  |  |
| * Liste du maire sortant                                                                 |                                                                 |                    |              |              |        |        |  |  |  |

### Saint-Malo
- Maire sortant : Marcel Planchet (CD)
- 33 sièges à pourvoir au conseil municipal (population légale 1968 : 42 297 habitants)

|                                                                               |                   |             |              |              |        |        |  |  |  |
| Tête de liste                                                                 | Tête de liste     | Liste       | Premier tour | Premier tour | Sièges | Sièges |  |  |  |
| Tête de liste                                                                 | Tête de liste     | Liste       | Voix         | %            | CM     |        |  |  |  |
|                                                                               | Marcel Planchet * | SE-ALIM     | 11 413       | 58,93        | 33     |        |  |  |  |
| Liste d'action                                                                |                   |             | 11 413       | 58,93        | 33     |        |  |  |  |
|                                                                               | Ernest Pinçon     | UDR         | 6 088        | 31,43        |        |        |  |  |  |
| Liste d'union et d'action pour la prospérité de Saint-Malo                    |                   |             | 6 088        | 31,43        |        |        |  |  |  |
|                                                                               | Jean Lemaître     | PCF         | 1 866        | 9,63         |        |        |  |  |  |
| Liste d'union pour une gestion sociale, moderne et démocratique de Saint-Malo |                   |             | 1 866        | 9,63         |        |        |  |  |  |
| Inscrits                                                                      | Inscrits          | Inscrits    | 26 582       | 100,00       |        |        |  |  |  |
| Abstentions                                                                   | Abstentions       | Abstentions | 6 746        | 25,38        |        |        |  |  |  |
| Votants                                                                       | Votants           | Votants     | 19 836       | 74,62        |        |        |  |  |  |
| Nuls                                                                          | Nuls              | Nuls        | 469          | 1,76         |        |        |  |  |  |
| Exprimés                                                                      | Exprimés          | Exprimés    | 19 367       | 72,86        |        |        |  |  |  |
| * Liste du maire sortant                                                      |                   |             |              |              |        |        |  |  |  |